# NGC 1172
NGC 1172 is een elliptisch sterrenstelsel in het sterrenbeeld Eridanus. Het hemelobject werd op 30 december 1885 ontdekt door de Duits-Britse astronoom William Herschel.

## Synoniemen
- PGC 11420
- MCG -3-8-59